# 2001 en architecture
| Années de l'architecture : 1998 - 1999 - 2000 - 2001 - 2002 - 2003 - 2004    |
| Décennies de l'architecture : 1970 - 1980 - 1990 - 2000 - 2010 - 2020 - 2030 |

Cet article présente les faits marquants de l'année 2001 en architecture.

## Réalisations
- 20 décembre : inauguration du Puente de la Mujer de Santiago Calatrava Valls à Buenos Aires.

## Récompenses
- Grand Prix de l'urbanisme : Jean-Louis Subileau.
- Prix de l'Union européenne pour l'architecture contemporaine Mies van der Rohe : Rafael Moneo.
- Prix Pritzker : Herzog & de Meuron.
- Prix de l'Équerre d'argent -  Herzog & de Meuron pour 80 logements sociaux, rue des Suisses, Paris 14e.

## Naissances
- X

## Décès
- 31 janvier : Renaat Braem (° 2 août 1910).
- 4 février : Iannis Xenakis (° 29 mai 1922).
- 9 septembre : Bernard Huet (° 14 janvier 1932).
- Jan de Jong (° 1917).